# Souboz
Souboz (toponimo francese) è una frazione di 131 abitanti del comune svizzero di Petit-Val, nel Canton Berna (regione del Giura Bernese, circondario del Giura Bernese).

## Storia

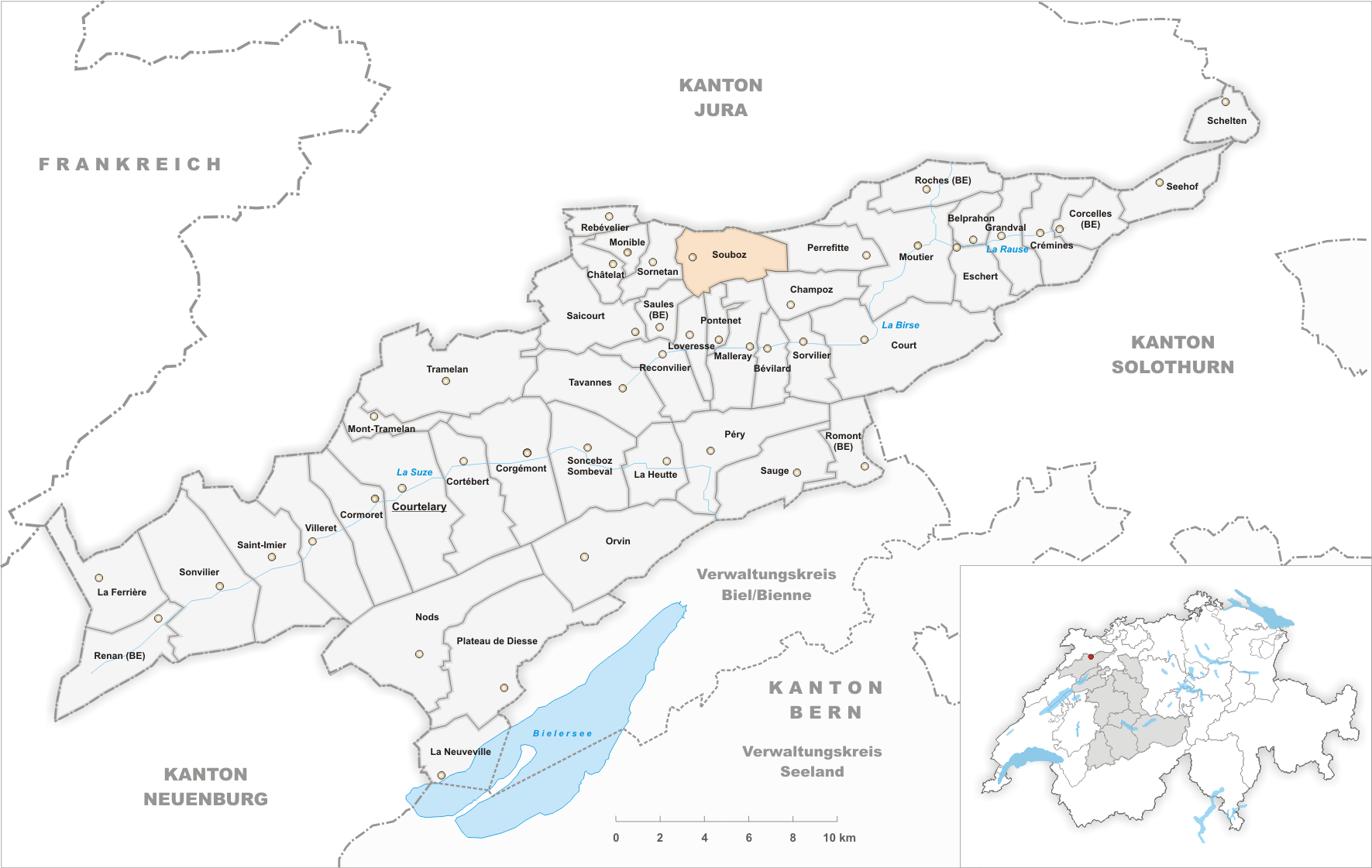
Il territorio del comune di Souboz prima degli accorpamenti comunali del 2015

Già comune autonomo che si estendeva per 10,63 km² e che comprendeva anche la frazione di Les Ecorcheresses, il 1º gennaio 2015 è stato accorpato agli altri comuni soppressi di Châtelat, Monible e Sornetan per formare il nuovo comune di Petit-Val, del quale Souboz è il capoluogo.

## Società

### Evoluzione demografica
L'evoluzione demografica è riportata nella seguente tabella:
Abitanti censiti

## Amministrazione
Dal 1853 comune politico e comune patriziale erano uniti nella forma del commune mixte.